# RPG (programspråk)
RPG är ett programspråk för affärssystem. Från början var RPG en förkortning för Report Program Generator men numera står RPG officiellt inte för något. Den senaste versionen RPG IV eller ILE-RPG är standardprogrammeringsspråket för IBM:s System i-servrar. Det ärver System i:s integrerade programsspråksmiljös objektorienterade programmeringsmöjligheter som funktions- och procedurprototyper, statisk och dynamisk bindning, samt tillgång till C-bibliotek och DLLer.